# Time 100: Герои и кумиры XX века

Логотип журнала Time, опубликовавшего список героев и кумиров XX века.

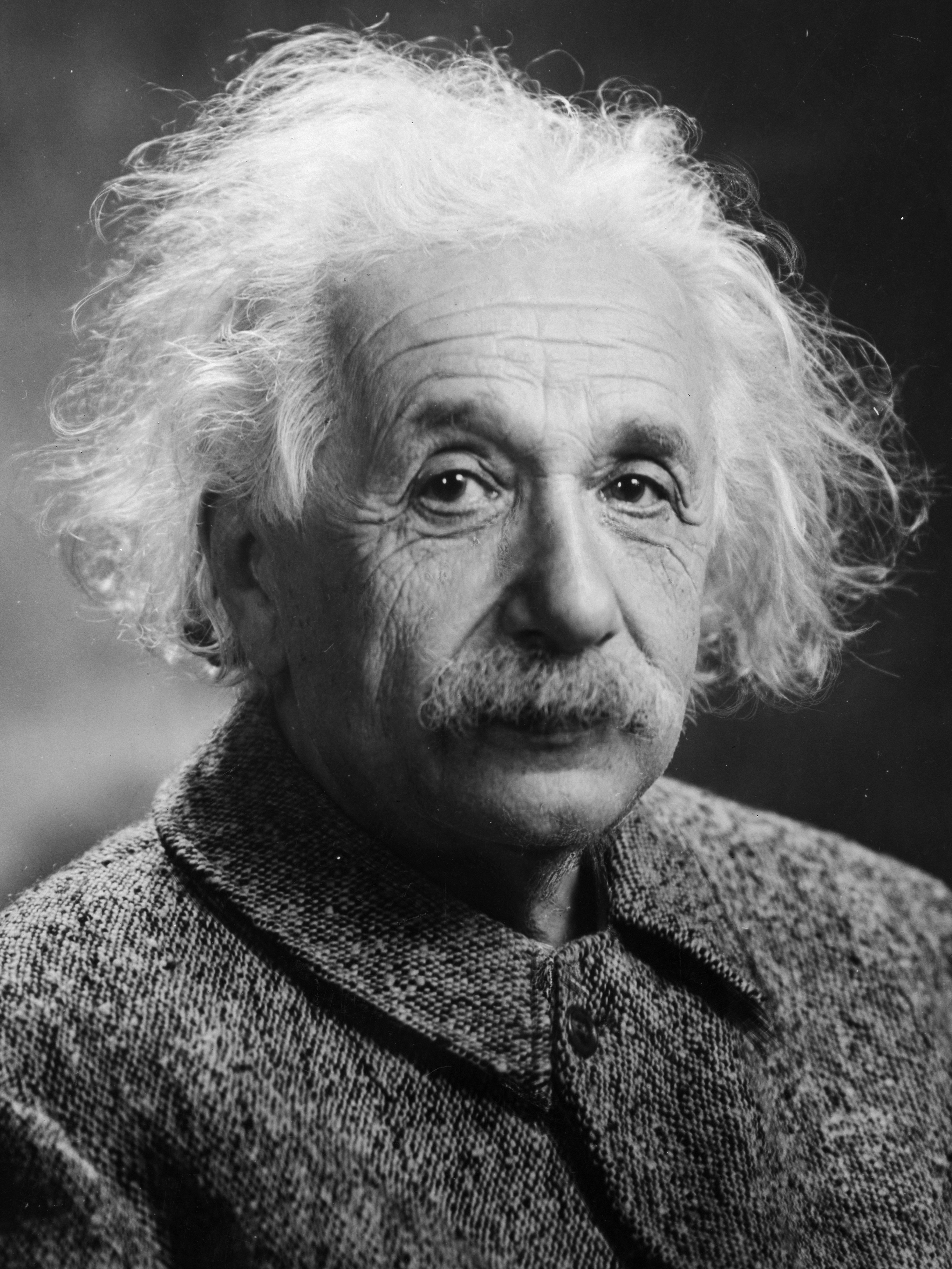
Человек века Альберт Эйнштейн

Time 100: Герои и кумиры XX века (англ. TIME 100: Heroes & Icons of the 20th Century) — список ста наиболее влиятельных людей XX века по мнению американского журнала Time.

## История
Идея опубликовать список стартовала 1 февраля 1998 года с дебатов на симпозиуме в Центре Кеннеди в Вашингтоне, США. Список участников формировался при участии ведущего CBS Вечерние новости (CBS Evening News) Дана Рейзера, историка Дорис Кернс Гудвин, губернатора Нью Йорка Марио Куомо, в то время проректора Стэнфордского университета доктора Кондолизы Райс, издателя Ирвина Кристола, и главного редактора журнала Time Уолтера Айзексона. В отдельном выпуске 31 декабря 1999 года журнал Time объявил Человеком Века Альберта Эйнштейна.

## Человек века
Из 100 избранных Альберт Эйнштейн выбран человеком века, на основании того, что он был выдающимся учёным в век доминирования науки. Редакторы журнала Time полагают, что XX век «запомнится прежде всего его наукой и технологиями», и Эйнштейн «служит символом для всех учёных, таких как Вернер Гейзенберг, Нильс Бор, Ричард Филлипс Фейнман, … чьи работы построены на его открытиях».
На обложке журнала было помещено знаменитое изображение Эйнштейна, сделанное в 1947 году Американским фотографом-портретистом Филиппом Халсманом. Оно было получено в течение фотосессии, когда Эйнштейн рассказывал Халсману о своем отчаянии по поводу того, что Специальная теория относительности и его письма президенту Франклину Рузвельту стали руководством для Соединенных Штатов Америки в создании атомной бомбы. И в момент безмерной печали Эйнштейна Халсман сделал эту фотографию.
Имела место дискуссия по поводу Адольфа Гитлера, немецкого канцлера и фюрера, ответственного за Вторую мировую Войну и Холокост, об объявлении его Человеком Века за оказанное влияние на Двадцатое столетие. Аргументы базировались на требованиях журнала Time, предъявляемых к кандидатам, а именно — личность должна оказать огромное воздействие на Век, хорошо это или плохо. В том же выпуске 31 декабря 1999 года журнала Time имелась статья журналистки Нэнси Гиббс адресованная теме статьи «Оправданное зло?». В статье она приводила доводы, что Гитлер «был просто последней в длинной цепи кровожадных личностей, имеющей своё начало от Чингисхана. Единственным отличием между ними является технология: Гитлер вел свою циничную резню эффективно используя усовершенствованную современную индустрию» и задала несколько риторических вопросов, таких как «Зло может быть могучей силой, соблазнительной идеей, но разве оно сильнее чем гениальность (талант), созидание, мужество или благородство?».

## Некоторые люди, участвовавшие в формировании как XX, так и начала XXI века
Из 100 самых влиятельных людей XX века по версии журнала Time только четверо имели честь быть отмеченными ещё раз, когда в 2004 году журнал Time начал публиковать ежегодный список из 100 человек, которые продолжают менять мир:

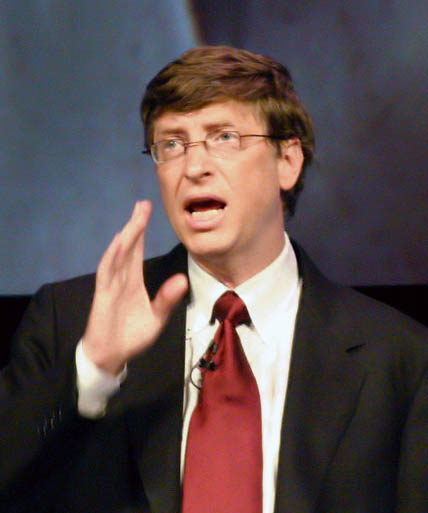
Билл Гейтс
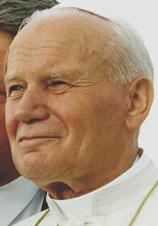
Иоанн Павел II
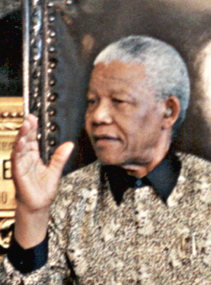
Нельсон Мандела
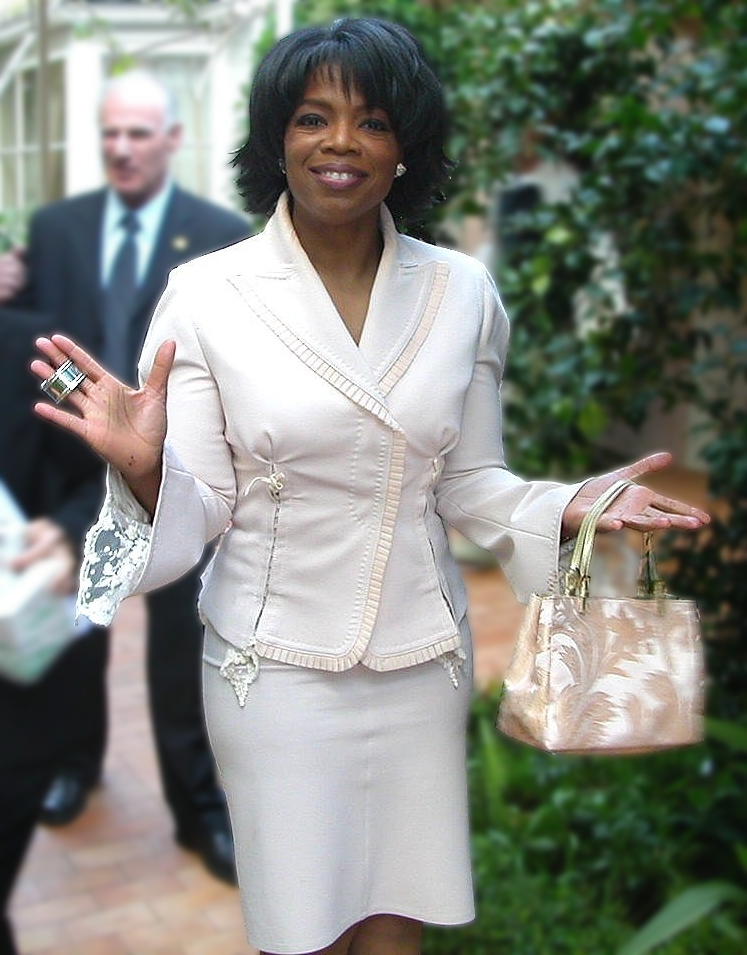
Опра Уинфри

Гейтс признан влиятельным в XX веке за его роль в компьютерной революции, позже признан в XXI веке за благотворительность. Иоанн Павел II признан в части его роли в прекращении власти коммунистических режимов в Восточной Европе. Нельсон Мандела признан за его роль в прекращении Южноафриканской расовой революции в XX веке, и как символ прощения в XXI веке. Уинфри признана влиятельной в XX веке за создание более личной откровенной формы средств массовой информации, высвобождение культуры признания вины, популяризации и пропагандирования таблоидного ток-шоу, основоположником которого является Фил Донахью, выступления которого привели в XX веке к разрушению табу Йеля, когда разрешили геям, лесбиянкам, бисексуалам и транссексуалам проходить обучение вместе с остальными учащимися. В XXI веке она была признана влиятельной как идейный вдохновитель, достойный подражания, так как её книжный клуб сделал литературу доступной для масс и за помощь в избрании первого американского президента-афроамериканца.

## Критика
Список был подвергнут критике за то, что слишком ориентирован на США. Представитель журнала Time Брюс Хенди ответил на критику следующим образом:

Эй — это век Америки. Честно говоря, Европейцы — великие новаторы в пределах высокого модернизма. Но, когда доходит до поп-культуры этого века,— это Американцы. Американская поп-культура на самом деле — история искусства второй половины века. Музыка, которую весь мир слушает, фильмы, которые весь мир смотрит, нездоровая пища (фастфуд), которую весь мир ест — все Американское, или в значительной степени имеющие Американское влияние.

Список 20 великих художников и артистов, в частности, подвергся критике за то, что в него не был включен Элвис Пресли, данное решение Хенди защитил следующим путем: «Одна из самых важных, новаторских вещей в роке — это исполнение авторами песен их собственных работ, в непосредственном выражении. Начнём с того, что Элвис не писал для себя материал, в отличие от Битлз, Боба Дилана или Роберта Джонсона, которые являются теми, кого могли бы включить в список, в отличие от него. Я думаю Битлз сделали большой бросок вперёд. Самыми лучшими записями Элвиса были его первые записи. Битлз начали свою карьеру как подражатели, потом продолжили расти на всем протяжении лет, что группа была вместе».
Хенди также попросили защитить решение журнала Time включить вымышленного персонажа, Барта Симпсона, из «Симпсонов», телевизионного сериала, среди 100 самых влиятельных людей XX века. Он сделал это следующим образом: «Я не знаю, как вы можете смотреть на столетие и не рассматривать мультипликацию. Они один из наших великих вкладов, на уровне джаза и кино. (Я знаю, я знаю. Фильмы это изобретение XIX века. Но мы люди XX века привели их к лучшему использованию)… В некоторой степени, также, мы искали для списка людей, которые так же представляют собой важные тренды или события XX века. Это помогло принять в расчёт и Барта, и Опру. Что Барт или сами Симпсоны сделали — это соединили в себе социальную сатиру с анимацией таким образом, как ранее никогда не делалось».
Как бы то ни было, на пресс-конференции, в то время Главного редактора журнала Times, Валтера Исааксона, решение не включать Пресли было упомянуто как ошибка. Вот то, что Исааксон сказал, как показывает онлайн-транскрипция, опубликованная журналом Time 27 декабря 1999 года: «разрешите мне сделать признание: мы допустили ошибку, не сделав его одним из наших лидеров». Список также подвергался критике за то, что в него включен Лаки Лучано, который был включен отчасти за то, что «он модернизировал мафию, сформировав её в плавно работающий криминальный синдикат, сфокусированный на нижней черте». Мэр Нью Йорка Руди Джулиани обвинил журнал Time в идеализировании гангстеров и заявил: «Идея облагорожения мафии абсурдна. Он совершил убийство для достижения положения, после чего санкционировал сотни». Данный выбор был назван профессором итало-американских исследований Колледжа Квинс Филиппом Каннистраро «возмутительным», а Нью-Йоркский вице-президент итало-американской благотворительной организации «Fieri» критиковал журнал Time, утверждая, что журнал «увековечивает мифы» об итало-американцах.
Однако бизнес-редактор журнала Time Вилл Сапорито встал на защиту выбора назвав Лучано «видом злого гения», который оказал сильное влияние на нелегальный бизнес. «Не для того, чтобы осыпать славой этих людей», объяснял он, «а для того, чтобы сказать: эти люди те, кто оказывал влияние на нашу жизнь». Сапорито позже отметил, что «каждая частичка товара, пришедшая из Модного района имеет небольшую наценку, связанную с тем, что в этом бизнесе задействована организованная преступность».

## Список персон XX века
Список состоял из 100 человек, по 20 человек в каждой из пяти категорий, категории подразделялись на: Лидеры и революционеры, Ученые и мыслители, Строители и титаны, Знаменитости в мире искусства и развлечений, и Герои и кумиры. В каждом из пяти разделов персоны размещены в порядке английского алфавита, как и было в оригинальной публикации.

### Лидеры и революционеры
- Давид Бен-Гурион
- Хо Ши Мин
- Уинстон Черчилль
- Махатма Ганди

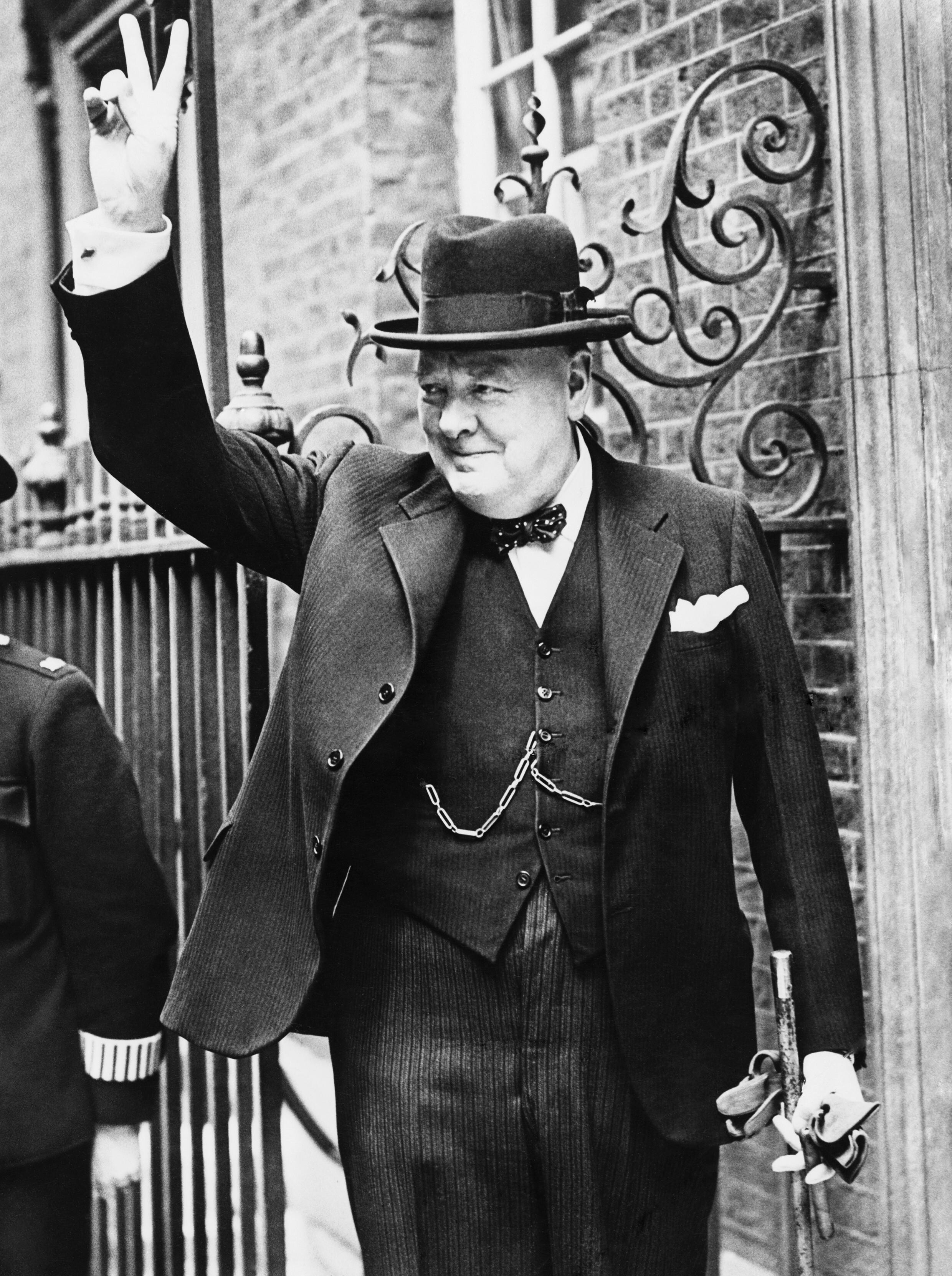
Уинстон Черчилль

- Михаил Сергеевич Горбачёв
- Адольф Гитлер
- Аятолла Рухолла Мусави Хомейни
- Мартин Лютер Кинг
- Владимир Ильич Ленин
- Нельсон Мандела
- Иоанн Павел II
- Рональд Рейган
- Элеонора Рузвельт
- Франклин Делано Рузвельт
- Теодор Рузвельт
- Маргарет Тэтчер
- Неизвестный бунтарь
- Маргарет Сэнгер
- Лех Валенса
- Мао Цзэдун

### Знаменитости в мире искусства и развлечений

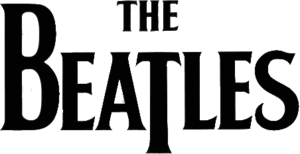
The Beatles

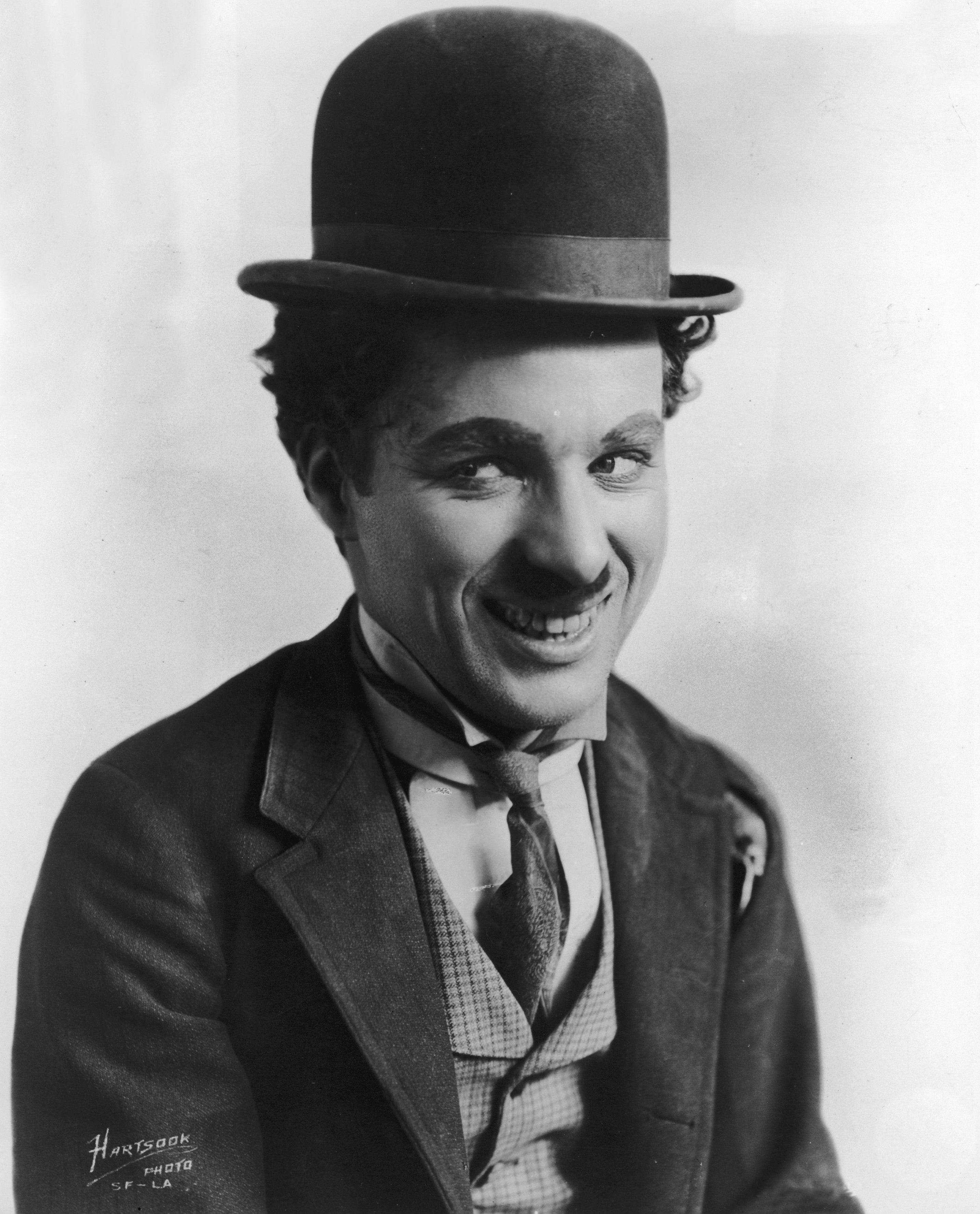
Чарли Чаплин

- Луи Армстронг
- Люсиль Болл
- The Beatles
- Марлон Брандо
- Коко Шанель
- Чарли Чаплин
- Ле Корбюзье
- Боб Дилан
- Томас Элиот
- Арета Франклин
- Марта Грэм
- Джим Хэнсон
- Джеймс Джойс
- Пабло Пикассо
- Ричард Роджерс и  Оскар Хаммерстайн II
- Барт Симпсон
- Фрэнк Синатра
- Стивен Спилберг
- Игорь Стравинский
- Опра Уинфри

### Строители и титаны

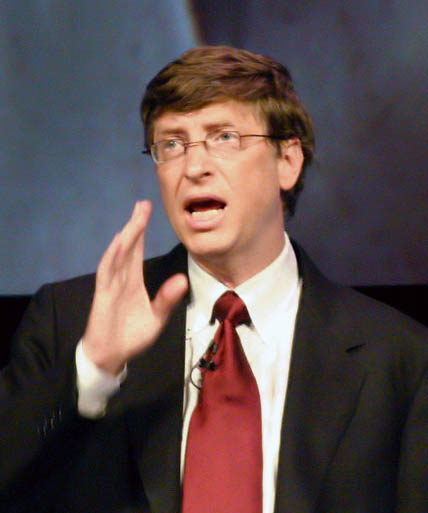
Билл Гейтс

- Стивен Бехтель
- Лео Барнетт
- Уиллис Кэрриер
- Уолт Дисней
- Генри Форд
- Билл Гейтс
- Амадео Джаннини
- Рэй Крок
- Эсте Лаудер
- Уильям Левитт
- Лаки Лучано
- Луис Барт Майер
- Чарльз Меррилл
- Акио Морита
- Уолтер Рейтер
- Пит Роцелл
- Дэвид Сарнофф
- Хуан Трипп
- Сэм Уолтон
- Томас Уотсон

### Учёные и мыслители
- Лео Хендрик Бакеланд
- Сэр Тим Бернерс-Ли
- Рэйчел Луиз Карсон
- Фрэнсис Крик &  Джеймс Уотсон
- Альберт Эйнштейн
- Фило Тэйлор Фарнсуорт
- Энрико Ферми
- Сэр Александр Флеминг
- Зигмунд Фрейд
- Роберт Годдард
- Курт Гёдель
- Эдвин Хаббл
- Джон Мейнард Кейнс

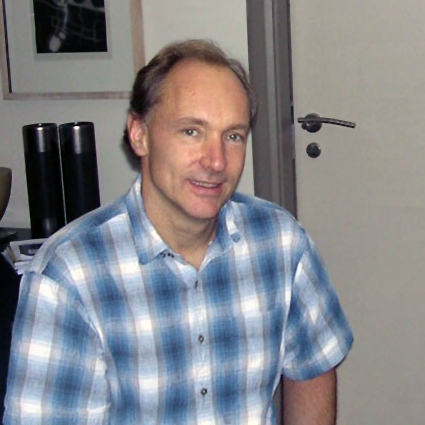
Изобретатель Всемирной паутины Сэр Тимоти Джон Бернерс-Ли

- Луис Лики, Мэри Лики, Ричард Лики
- Жан Пиаже
- Джонас Солк
- Уильям Брэдфорд Шокли
- Алан Тьюринг
- Людвиг Витгенштейн
- Братья Райт

### Герои и кумиры

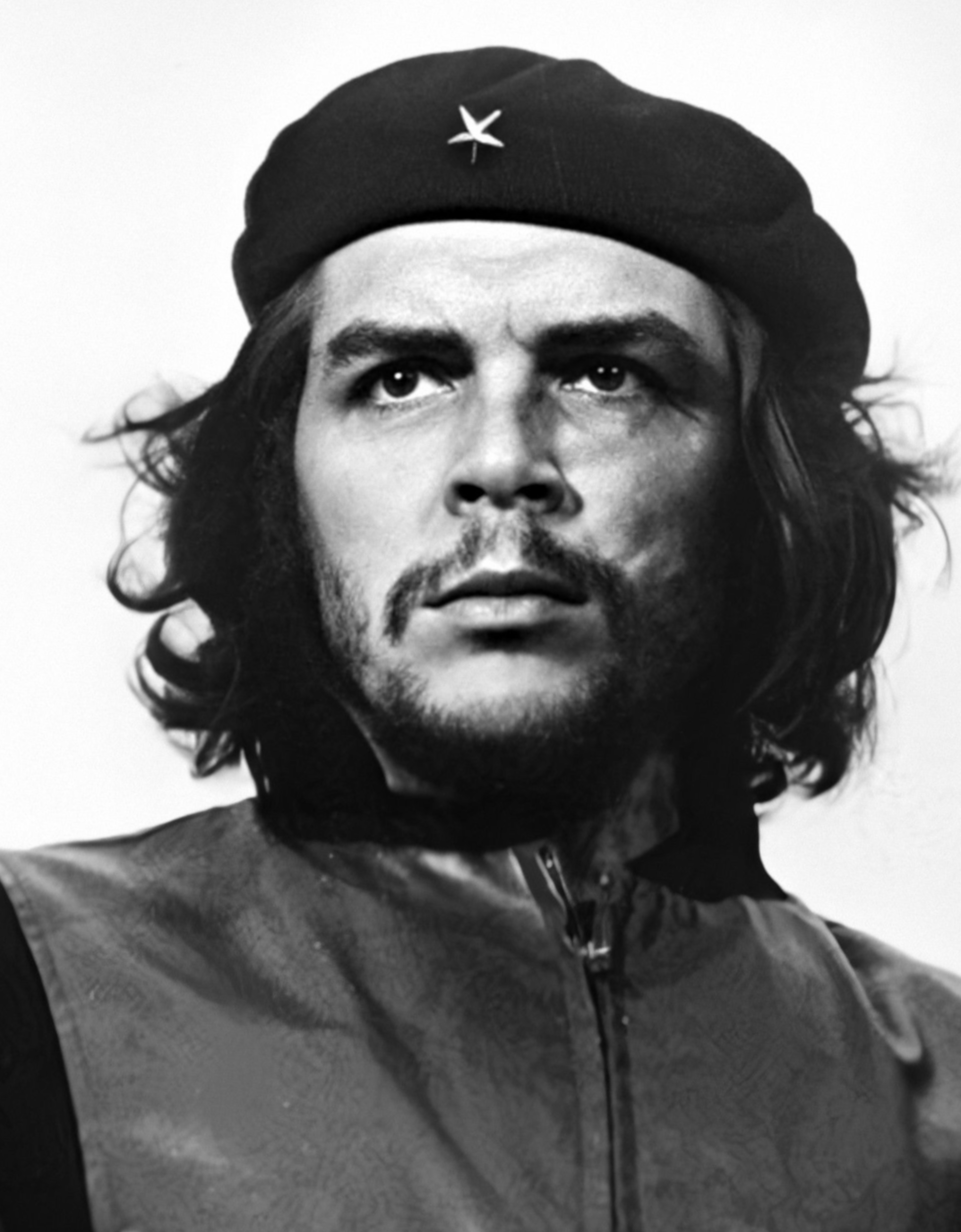
Че Гевара

- Мохаммед Али
- The American G.I.
- Принцесса Диана
- Анна Франк
- Билли Франклин Грэм
- Че Гевара
- Эдмунд Хиллари и  Тэнцинг Норгэй
- Хелен Келлер
- Джон Кеннеди
- Брюс Ли
- Чарльз Линдберг
- Харви Милк
- Мэрилин Монро
- Мать Тереза
- Эммелин Панкхёрст
- Роза Паркс
- Пеле
- Андрей Сахаров
- Джекки Робинсон
- Билл Уилсон